# 빈스 클라크
빈스 클라크(Vince Clarke, 1960년 7월 3일 ~ )은 잉글랜드의 음악가로, 음악 그룹 이레이저의 멤버이다.